# Parallelia perfinita
Parallelia perfinita är en fjärilsart som beskrevs av Heinrich Benno Möschler 1880. Parallelia perfinita ingår i släktet Parallelia och familjen nattflyn. Inga underarter finns listade i Catalogue of Life.